# 코퍼레이트 아이덴티티
코퍼레이트 아이덴티티(영어: corporate identity, CI)는 기업 문화를 구축하여 특성이나 독자성이 통일된 이미지나 디자인, 또 알기 쉬운 메시지로 나타내어 사회와 공유함으로써 존재 가치를 높이는 기업 전략의 하나이다. 일반적으로 브랜딩 및 상표의 이용을 통해 시각적으로 나타낸다.

## 개념
코퍼레이트 아이덴티티는 세 가지 부분을 이루는 것으로 간주된다:
- 기업 디자인 (로고, 유니폼, 기업의 색 등)
- 기업 소통 (광고, 홍보 활동(PR), 정보 등)
- 기업 행동 (내부 가치, 규범 등)

## 시각 아이덴티티
기업의 시각 아이덴티티는 단체의 내부, 외부의 이해관계자들에게 스스로를 나타내는 데에서 중요한 역할을 한다. 기업의 시각 아이덴티티는 4가지 기능으로 구별할 수 있다. 이들 가운데 3개는 외부 이해관계자들에 초점을 맞추고 있다.
1. 기업의 시각 아이덴티티는 단체에 가시성과 인지가능성을 제공한다.[2]
2. 기업의 시각 아이덴티티는 외부 이해관계자들을 위해 단체를 상징으로 나타냄으로써 이미지와 명성에 기여한다. (Schultz, Hatch and Larsen, 2000)
3. 기업의 시각 아이덴티티는 외부 이해관계자들에게 단체의 구조를 표현한다.
4. 기업의 시각 아이덴티티의 내부 기능은 직원의 회사 동일시와 관련된다. 회사와 자기와의 동일성은 직원들에게는 필수적인 것으로 간주되며[3] 회사의 시각 아이덴티티는 그러한 동일성을 창출하는데 상징적 역할을 할 수 있다.

## 기업의 색
기업의 색은 즉시 인지할 수 있는 기업 시각 아이덴티티의 요소 가운데 하나로서, 강력한 비언어 메시지를 제고한다. 기업의 색은 이를테면 다음과 같다:
- 코카콜라의 빨강
- IBM의 파랑 (빅 블루)
- UPS의 갈색 ("What can Brown do for you")
- 대한항공의 옅은 청록색
- 네이버의 연녹색
- 한화의 주황색

## 같이 보기
- 브랜드 경영
- 마케팅
- 제품 관리

## 참고 문헌
- Balmer, J.M.T., & Gray, E.R., (2000). Corporate identity and corporate communications: creating a competitive advantage. Industrial and Commercial Training, 32 (7), pp. 256–262.
- Bromley, D.B., (2001). Relationships between personal and corporate reputation, European Journal of Marketing, 35 (3/4), pp. 316–334.
- Schultz, M., Hatch, M.J., & Larsen, M., (2000). The expressive organisation: linking identity, reputation and the corporate brand. Oxford: Oxford University Press.